# 喀山红宝石足球俱乐部
喀山紅寶石足球會（FC Rubin Kazan），舊稱「魯賓卡山」，是一家俄罗斯职业足球俱乐部，位于鞑靼斯坦共和国的喀山，球队在此前的队名叫作“Iskra”（火花队）（1958-1964），“鲁宾-TAN队”（1992-1993）。隊名中Рубин在俄語中意為「紅寶石」。
喀山红宝石从未在苏联足球的顶级联赛中露过脸。2003年，球队升入俄罗斯足球超级联赛，在联赛的首个赛季中球队以第三名的佳绩，并且取得了欧洲联盟杯的参赛资格。球队在随后的2004赛季中未能再有出彩表现，仅取得第10名。
在2008球季中，喀山红宝石在開季連勝7場，打破了莫斯科戴拿模之前所保持的6連勝紀錄，表現一鳴驚人。最終，喀山红宝石更歷史性勇奪聯賽冠軍，並奪得2009–10年歐洲冠軍聯賽分組賽一席位。
2009赛季喀山红宝石保持了强势，第二度夺得俄超冠军也是首度蝉联该项殊荣。
俱乐部还赢得了2011–12俄罗斯盃。

## 獎項
- 俄羅斯足球超級聯賽：2
  - 冠軍

2008、2009
- 俄羅斯超級盃：2
  - 冠軍

2010、2012
- 俄羅斯盃：1
  - 冠軍

2011–12賽季

## 外部連結
- Club's web site（页面存档备份，存于）